# Isole del mar Baltico

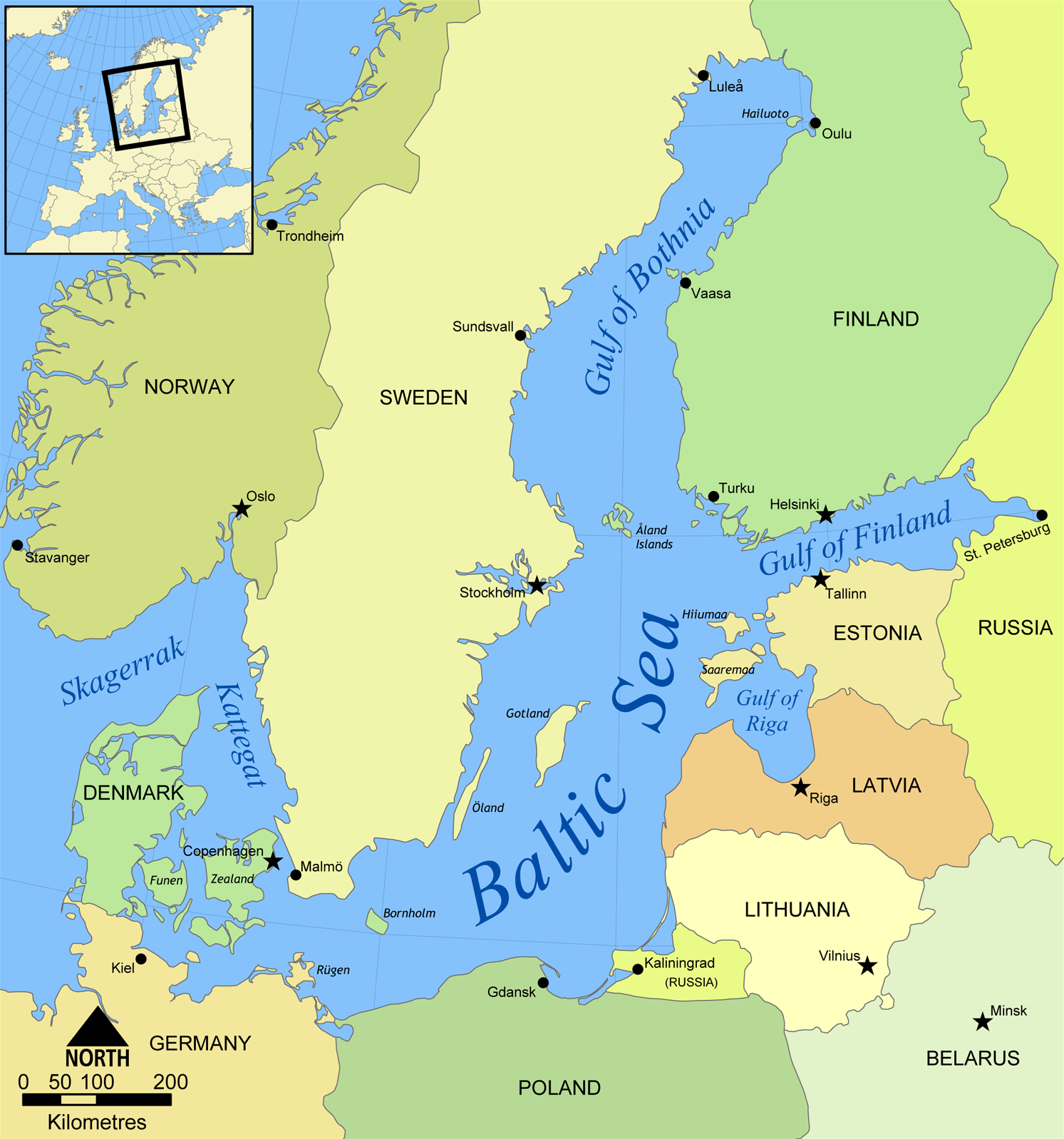
Il mar Baltico

Di seguito sono elencate le maggiori isole del mar Baltico elencate in ordine di superficie e di popolazione

## Ordinate per superficie
1. Gotland (2994 km², appartiene alla Svezia)
2. Saaremaa (2673 km², appartiene all'Estonia)
3. Öland  (1342 km², appartiene alla Svezia)
4. Lolland (1243 km², appartiene alla Danimarca)
5. Hiiumaa (989 km², appartiene all'Estonia)
6. Rügen  (935 km², appartiene alla Germania)
7. Fasta Åland  (685 km², appartiene alla Finlandia)
8. Bornholm (588 km², appartiene alla Danimarca)
9. Falster (514 km², appartiene alla Danimarca)
10. Usedom  (445 km², divisa tra Germania e Polonia)
11. Wolin  (265 km², appartiene alla Polonia)
12. Muhu (198 km², appartiene all'Estonia)
13. Fehmarn (185 km², appartiene alla Germania)
14. Värmdö (181 km², appartiene alla Svezia)

## Ordinate per popolazione
1. Usedom  (76 500 abitanti)
2. Rügen  (73 000 abitanti)
3. Lolland (68 224 abitanti)
4. Gotland (57 381 abitanti)
5. Bornholm (44 100 abitanti)
6. Falster (43 537 abitanti)
7. Kotlin  (42 800 abitanti)
8. Saaremaa (40 312 abitanti)
9. Öland  (23 000 abitanti)
10. Fasta Åland  (22 000 abitanti)
11. Wolin  (17 000 abitanti)
12. Fehmarn (14 000 abitanti)
13. Hiiumaa (10 000 abitanti)
14. Muhu (1 822 abitanti)

Le isole Åland (appartenenti alla Finlandia) sono situate all'inizio del Golfo di Botnia presso il confine settentrionale del mar Baltico.
Le maggiori isole danesi Zelanda (7 000 km² 2 200 000 abitanti) e Fionia (2 984 km² 400 000 abitanti) sono situate tra il mar Baltico e il Kattegat.